# FK Sojoez-Gazprom Izjevsk
FK Sojoez-Gazprom Izjevsk (Russisch: ФК СОЮЗ-Газпром Ижевск) is Russische voetbalclub uit de stad Izjevsk.

## Geschiedenis
De club werd opgericht in 1988 en begon in de regionale competities van Oedmoertië. In 1990 werd de club kampioen en promoveerde zo naar de derde klasse van de toenmalige Sovjet-Unie. De club werd er tiende. 
Na het uiteenvallen van de Sovjet-Unie begon de club in de tweede divisie, de derde hoogste klasse van de nieuwe Russische competitie. De club werd vicekampioen achter Neftechimik Nizjnekamsk en promoveerde zo naar de eerste divisie. In het eerste seizoen werd de club elfde, terwijl stadsrivaal Zenit Izjevsk laatste werd. Door competitiehervorming werd de eerste divisie van drie reeksen naar één reeks teruggebracht en moest ook Gazovik een stap terugzetten. Het volgende seizoen miste de club de promotie op een haar na. In 1995 werden ze met één puntje voorsprong op FK Satoern kampioen en promoveerden weer. De club deed het bij de terugkeer voortreffelijk en strandde op een vierde plaats, net onder de promotiezone. De volgende club werd de club een gevestigde waarde in de betere middenmoot. In 2003 werd een degradatie nipt vermeden, maar in 2004 werden ze laatste. De volgende jaren in de tweede divisie maakte de club geen aanspraak meer op promotie. Enkel in 2009 en 2010 werden derde. 
Na het seizoen 2010 werd de club ontbonden. FK Zenit-Izjevsk werd opgericht om de vrijgekomen plaats in de tweede divisie in te nemen.

## Naamswijzigingen
- 1988-1993 FK Gazovik Izjevsk
- 1994-2005 FK Gazovik-Gazprom Izjevsk
- 2006–2010 FK Sojoez-Gazprom Izjevsk